# Melvin Cartagena
Melvin Alberto Cartagena Portillo (Santa Ana, El Salvador; 30 de julio de 1999) es un futbolista salvadoreño. Juega de centrocampista y su equipo actual es el AD Isidro Metapán de la Primera División de El Salvador. Es internacional absoluto por la selección de El Salvador desde 2021.

## Trayectoria
Cartagena comenzó su carrera en el C.D. FAS. Tras temporadas en el Once Deportivo F.C., el centrocampista fichó con el C.D. Águila.

## Selección nacional
Fue seleccionado olímpico por El Salvador.
Cartagena debutó por la selección de El Salvador el 12 de junio de 2021 ante San Cristóbal y Nieves.
Fue citado a la Copa de Oro de la Concacaf 2023.

### Participaciones en copas continentales
| Copa                            | Sede                    | Resultado  |
| ------------------------------- | ----------------------- | ---------- |
| Copa de Oro de la Concacaf 2023 | Estados Unidos · Canadá | En Disputa |

## Estadísticas
Actualizado al último partido disputado el 11 de mayo de 2025.
| Club                                              | Div.          | Temporada     | Liga  | Liga  | Copas nacionales | Copas nacionales | Copas internacionales | Copas internacionales | Total | Total |
| Club                                              | Div.          | Temporada     | Part. | Goles | Part.            | Goles            | Part.                 | Goles                 | Part. | Goles |
| ------------------------------------------------- | ------------- | ------------- | ----- | ----- | ---------------- | ---------------- | --------------------- | --------------------- | ----- | ----- |
| Club Deportivo FAS · El Salvador                  | 1.ª           | 2019-20       | 5     | 0     | —                | —                | —                     | —                     | 5     | 0     |
| Club Deportivo FAS · El Salvador                  | Total club    | Total club    | 5     | 0     | 0                | 0                | 0                     | 0                     | 5     | 0     |
| Once Deportivo Fútbol Club · El Salvador          | 1.ª           | 2020-21       | 31    | 0     | —                | —                | —                     | —                     | 31    | 0     |
| Once Deportivo Fútbol Club · El Salvador          | 1.ª           | 2021-22       | 44    | 2     | —                | —                | 2                     | 0                     | 46    | 2     |
| Once Deportivo Fútbol Club · El Salvador          | 1.ª           | 2022          | 10    | 0     | —                | —                | —                     | —                     | 10    | 0     |
| Once Deportivo Fútbol Club · El Salvador          | Total club    | Total club    | 85    | 2     | 0                | 0                | 2                     | 0                     | 87    | 2     |
| Club Deportivo Águila · El Salvador               | 1.ª           | 2023          | 21    | 0     | —                | —                | —                     | —                     | 21    | 0     |
| Club Deportivo Águila · El Salvador               | 1.ª           | 2023-24       | 40    | 1     | —                | —                | 4                     | 0                     | 44    | 1     |
| Club Deportivo Águila · El Salvador               | 1.ª           | 2024          | 21    | 0     | —                | —                | 6                     | 1                     | 27    | 1     |
| Club Deportivo Águila · El Salvador               | Total club    | Total club    | 82    | 1     | 0                | 0                | 10                    | 1                     | 92    | 2     |
| Asociación Deportiva Isidro Metapán · El Salvador | 1.ª           | 2025          | 20    | 0     | —                | —                | —                     | —                     | 20    | 0     |
| Asociación Deportiva Isidro Metapán · El Salvador | 1.ª           | 2025-26       | —     | —     | —                | —                | —                     | —                     | —     | —     |
| Asociación Deportiva Isidro Metapán · El Salvador | Total club    | Total club    | 20    | 0     | 0                | 0                | 0                     | 0                     | 20    | 0     |
| Total carrera                                     | Total carrera | Total carrera | 192   | 3     | 0                | 0                | 12                    | 1                     | 204   | 4     |

### Selección nacional
| Selección                                      | Año                 | Partidos | Goles |
| ---------------------------------------------- | ------------------- | -------- | ----- |
| El Salvador Sub-23                             |                     |          |       |
| 2021                                           | 3                   | 0        |       |
| Total en su carrera                            | Total en su carrera | 3        | 0     |
| El Salvador                                    |                     |          |       |
| 2021                                           | 2                   | 0        |       |
| 2022                                           | 0                   | 0        |       |
| 2023                                           | 5                   | 0        |       |
| 2024                                           | 12                  | 0        |       |
| Total en su carrera                            | Total en su carrera | 19       | 0     |
| Estadísticas hasta el 18 de noviembre de 2024. |                     |          |       |

## Vida personal
Oriundo de una famélica rural de San Rafael Obrajuelo, Cartagena realiza trabajos de campo en la granja de su familia.